# Varginha (Santo Antônio de Leverger)
Varginha é um distrito do município brasileiro de Santo Antônio de Leverger, no estado de Mato Grosso. Segundo o censo demográfico de 2022, realizado pelo Instituto Brasileiro de Geografia e Estatística (IBGE), sua população era de 593 habitantes e havia 202 domicílios particulares permanentes ocupados. Foi criado pela lei estadual nº 4.200 de 16 de junho de 1980.
De acordo com o IBGE, em 2010 a população era de 1 232 habitantes e havia 516 domicílios particulares.